# Моисеев, Валентин Иванович (дипломат)
Валентин Иванович Моисеев (род. 10.03.1946 в Ленинграде) — учёный-востоковед, дипломат, бывший заместитель директора 1-го Департамента Азии МИД Российской Федерации.

## Биография
Моисеев Валентин Иванович родился 10 марта 1946 года в Ленинграде. Там же учился в средней школе № 1.
В 1969 году окончил Московский государственный институт международных отношений МИД СССР по специальности «экономист-международник», в 1990 г. — Дипломатическую академию МИДа. Владеет корейским, английским и французским языками.
С 1969 по 1976 год и с 1984 по 1998 год работал в центральном аппарате Министерства иностранных дел и учреждениях МИДа за рубежом — в Пхеньяне, Сеуле и Вене, пройдя путь от референта-стажера посольства до начальника Отдела Кореи (1994—1996 гг.) и заместителя директора Первого департамента Азии министерства (1996—1998 гг.). Имеет дипломатический ранг чрезвычайного и полномочного посланника. Участник многочисленных международных переговоров и встреч на высоком и высшем уровне в Москве и за рубежом.
С 1982 по 1984 год работал начальником экономического отдела Торгового представительства СССР в Пхеньяне.
С 1977 по 1982 год являлся научным сотрудником Института экономики мировой социалистической системы (ныне ОМЭПИ ИЭ — Отделение международных экономических и политических исследований Института экономики РАН), кандидат экономических наук. Сфера научных интересов: социально-экономическая ситуация в КНДР, положение на Корейском полуострове и в Северо-Восточной Азии, российско-корейские отношения. Автор более 90 публикаций, участник международных научных конференций и симпозиумов по этой проблематике. В 1995—1998 гг. совмещал работу в МИДе с научной деятельностью в ОМЭПИ ИЭ РАН.
Женат (жена — Денисова Наталия Михайловна), имеет взрослых дочь и сына.

## Уголовное дело
3 июля 1998 г. Валентин Моисеев был арестован и обвинен в государственной измене в форме шпионажа в пользу Южной Кореи (статья 275 УК РФ). Непосредственным поводом для ареста послужила передача советнику Посольства Республики Кореи в Москве Чо Сон У тезисов зачитанного накануне на официальном российско-корейском симпозиуме в ОМЭПИ доклада «Политика России на Корейском полуострове», принятого сотрудниками ФСБ за секретный служебный документ. Тезисы опубликованы в научном сборнике ОМЭПИ, размещены в интернете, и в то же время один экземпляр хранится в деле Моисеева как доказательство его вины.
В следственном изоляторе ФСБ «Лефортово» Валентин Моисеев провел более трех с половиной лет, пока длилось следствие и судебное разбирательство. Приговором Московского городского суда в декабре 1999 г. он был осужден к 12 годам лишения свободы. Верховный Суд РФ отменил этот приговор, указав в своем определении, что его «нельзя признать законным и обоснованным». Дело было направлено в Мосгорсуд на новое рассмотрение, которое длилось почти год и в ходе которого сменилось шесть составов суда.
В августе 2001 г был вынесен приговор, в соответствии с которым Моисеев был осужден на срок почти в три раза ниже нижнего предела, предусмотренного статьей 275 — 4,5 года лишения свободы в колонии строгого режима с конфискацией имущества. Срок отбыл полностью в г. Торжке в больнице УФСИН по Тверской области. Освобожден 31 декабря 2002 г.
По мнению российских правозащитников, нарушения в период следствия и суда, имевшие место в деле Валентина Моисеева, стали ярким свидетельством его «заказного», политического характера. «Назначение» его «шпионом» должно было показать обществу разгул иностранного проникновения даже в МИД. Известные правозащитники, журналисты, ученые и другие общественные деятели не раз обращались с ходатайствами и обращениями в его поддержку. 14 сентября 2000 г. ряд ведущих правозащитных организаций России обратились в организацию «Международная амнистия» с просьбой признать Валентина Моисеева узником совести.
В ноябре 2000 года жена Моисеева, Наталия Денисова, зарегистрировала его жалобу в Европейском Суде по правам человека. 9 декабря 2004 г. Европейский Суд вынес решение о её приемлемости (https://web.archive.org/web/20071009172018/http://www.ip-centre.ru//rus/Moiseyev.doc) , а 9 октября 2008 г. решение по существу В целом было признано 17 нарушений по 7 статьям Европейской конвенции о защите прав человека и основных свобод (https://web.archive.org/web/20100210004547/http://www.ip-centre.ru/modules.php?name=News&file=article&sid=265) (в определении Верховного Суда, рассмотревшего кассационные жалобы на приговор Мосгорсуда по делу Моисеева и отклонившего их, говорится, что «ни органами следствия, ни судом не допущено каких-либо нарушений уголовно-процессуального закона, норм Конституции РФ и международного права, в частности Европейской конвенции о защите прав человека и основных свобод»). В частности, Европейский Суд установил нарушение права на справедливое судебное разбирательство, постановив, что национальный суд не был беспристрастным и независимым, а также, что было нарушено право на защиту. Такие нарушения фактически дезавуируют постановленный в отношении Моисеева приговор Мосгорсуда.
Свои злоключения Валентин Моисеев описал в книге «Как я был южнокорейским шпионом», выпущенной Московской Хельсинкской группой (https://web.archive.org/web/20160304194818/http://www.mhg.ru/publications/7109F5) .

## После освобождения
С 2005 года Валентин Моисеев работает заместителем директора Межрегиональной общественной организации «Центр содействия международной защите», оказывающей помощь российским гражданам в защите их прав в Европейском суде по правам человека.

## Научные публикации
- Социальная политика ТПК и её влияние на уровень жизни населения КНДР. — М. ИЭМСС АН СССР, 1980.
- Современное положение в России и путь развития корейско-российских экономических связей // Стратегия выхода на рынки СНГ и стран Восточной Европы. — Сеул, 1992 (на кор. языке).
- Россия — Республика Корея: курсом конструктивного партнерства (к итогам визита президента РК в РФ) // Проблемы Дальнего Востока, 1994, № 4.
- Россия и Корейский полуостров // Международная жизнь, 1996, № 2.
- На Корейском полуострове // Международная жизнь, 1997, № 3.
- The North Korean Nuclear Program: Security, Strategy and New Perspectives from Russia